# Tōkyō Kōsokudōro
Die Tōkyō Kōsokudōro (jap. 東京高速道路) war eine zwei Kilometer lange, mautfreie Autobahn im Zentrum von Tokio. Betreiber und Eigentümer ist die 1951 gegründete gleichnamige Aktiengesellschaft Tōkyō Kōsokudōro K.K. (東京高速道路株式会社, wörtl. „Tokio-Autobahn Aktiengesellschaft“, engl. Tokyo Expressway) mit Sitz im Stadtteil Ginza von Chūō, Präfektur Tokio. Die Strecke, die die Yaesu-Linie und den inneren Ring der Stadtautobahn Tokio verbindet, ist deshalb auch als „KK-Linie“ (KK線, keikei-sen, „AG-Linie“) oder kaisha-sen (会社線, „Gesellschaftslinie“) bekannt, obwohl seit 2005 auch die Stadtautobahn Tokio als Aktiengesellschaft organisiert ist. Ihren Umsatz erzielt die Gesellschaft mit der Vermietung der Geschäfte (rund 100.000 m²) unter der Autobahn. Hauptaktionäre sind Dentsū, Taisei Kensetsu und Mitsubishi Jisho.

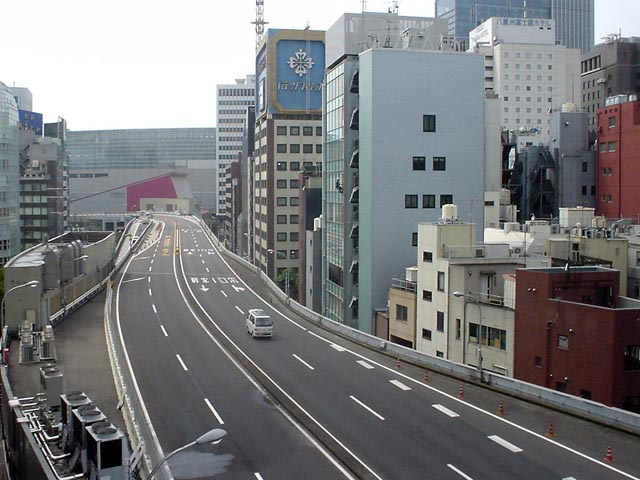
Tōkyō Kōsokudōro in Ginza 1-chōme, im Hintergrund das Tōkyō Kokusai Forum.

Die Bauarbeiten für das erste Teilstück begannen 1953, bis 1966 wurde die gesamte Strecke in beide Fahrtrichtungen für den Verkehr geöffnet. Sie führt von Shimbashi im Süden, wo sie an den inneren Ring angeschlossen ist, zunächst nach Nordwesten, dann parallel zur Yamanote-Linie nach Nordosten, bis an der Nishi-Ginza Junction die Yaesu-Linie abzweigt und die KK-Linie nach Osten abbiegt und erneut an den inneren Ring anschließt. Zusammen mit dem inneren Ring führt sie einmal um Ginza herum.